# Kinectimals
Kinectimals – gra komputerowa wyprodukowana przez Frontier Developments i wydana przez Microsoft Game Studios na konsolę Xbox 360 z obsługą Kinecta oraz na Windows Phone 7 i iOS. Była to jedna z gier premierowych Kinecta, wydana 4 listopada 2010 w Stanach Zjednoczonych i 10 listopada w Europie. W Polsce gra została wydana z polskimi napisami.

## Rozgrywka
W Kinectimals gracze mogą wchodzić w interakcje ze wirtualnymi zwierzętami, podobnymi do zabaw ze zwierzętami domowymi. Rozgrywka obejmuje różnego rodzaju działania, takie jak uczenie zwierzęcia sztuczek, prowadzenie wokół toru przeszkód i inne zabawy.
Gra komputerowa jest skierowana do młodych odbiorców, szczególnie dzieci, w systemie PEGI jest od lat 3.
W grze występuje jedenaście zwierząt stylizowanych na młode dzikie koty. Po rozpoczęciu gry gracz ma możliwość wyboru jednego z pięciu kotów, jakimi są: gepard,
tygrys bengalski, czarna pantera, lew afrykański i leopard afrykański. W trakcie rozgrywki gracz może odblokować kolejne koty: pantera borneańska, serwal, biały jaguar, ryś rudy, tygrys syberyjski i smilodon.
11 października 2011 został wydany dodatek Kinectimals: Now With Bears!, w skład którego wchodzą różne gatunki niedźwiedzi. Są to: baribal (cynamonowy), niedźwiedź polarny, baribal (czarny), grizli, panda wielka oraz do odblokowania w trakcie rozgrywki: baribal (lodowy), niedźwiedź brunatny kodiacki, koala, niedźwiedź malajski, niedźwiedź andyjski, miś pluszowy i panda mała.
Kolejne dodatki DLC zawierają w sobie kolejne gatunki dzikich kotów i niedźwiedzi jak również i nowe zwierzęta.